# 프리기아 모자

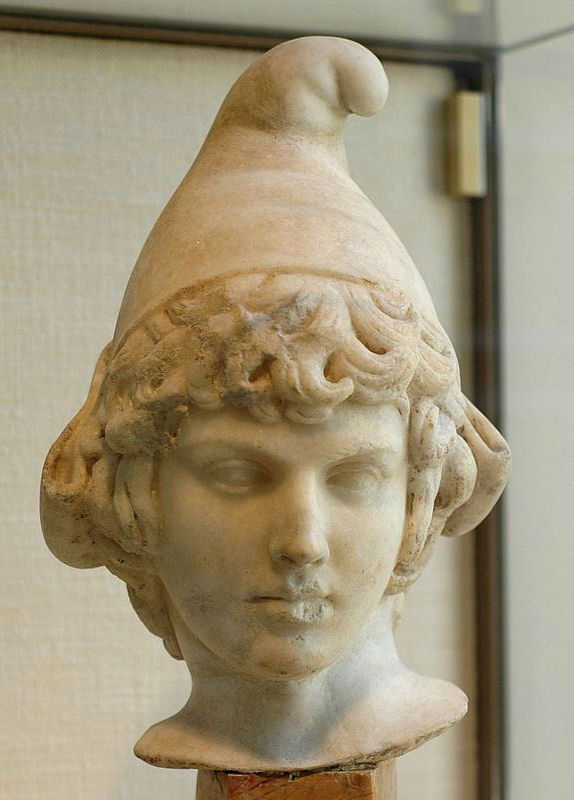
프리기아 모자를 쓴 아티스의 두상 (백색 대리암, 2세기)

프리기아 모자(프랑스어: Bonnet phrygien)는 고대 아나톨리아 중부(오늘날의 터키)의 프리기아(Phrygia)에서 유래하는 모자이다. 별칭으로는 자유의 모자라고도 한다. 고대 로마에서 노예가 해방되어 자유민의 신분을 얻게 되면 이 모자를 썼기 때문에 자유의 상징으로 쓰이게 되었다. 프랑스 혁명 당시에는 시민군의 아이콘으로 널리 쓰여 프랑스를 상징하는 가공의 여성인 마리안은 이 모자를 쓰고 있는 모습으로 나온다. 아르헨티나, 콜롬비아, 쿠바, 엘살바도르, 아이티, 니카라과 등 일부 중남미 국가의 국기·국장에도 해방과 자유의 상징으로 이 모자가 들어가 있다.

## 같이 보기
- 발라클라바 (쓰개)
- 베레
- 보닛
- 캡
- 개구쟁이 스머프